# Maria Chéliga-Loevy

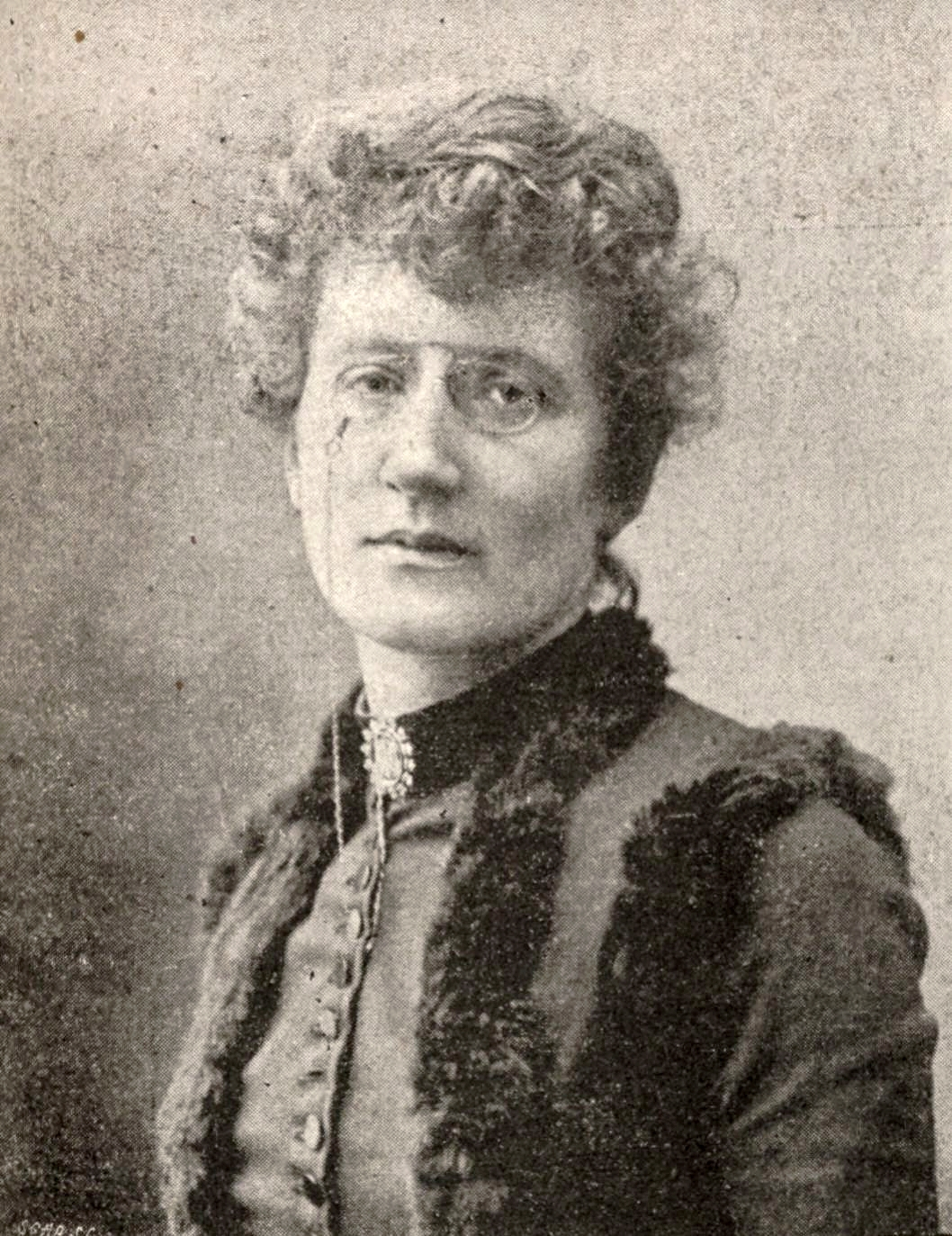
Marya Chéliga-Loevy, 18. April 1896, Le Monde illustré

Maria Chéliga-Loevy, geboren als Maria Mirecka Szeliga, (* 1854 in Jasieniec Solecki; † 2. Januar 1927 in Chaville) war eine polnisch-französische Schriftstellerin und Feministin.

## Leben

### Polen
Maria Mirecka Szeliga wurde 1854 in eine reiche Gutsbesitzerfamilie in Jasieniec Solecki, Polen, geboren, als das Königreich Polen unter der Herrschaft des zaristischen Russlands stand. Sie war Einzelkind und ihr Vater starb, als sie noch jung war. Sie wurde von ihrer Mutter aufgezogen.
In den 1870er Jahren veröffentlichte sie ihre ersten schriftstellerischen Werke. Eines der Themen ihrer Werke ist das Streben der Frauen nach Unabhängigkeit. Zwischen 1875 und 1876 reiste sie nach Prag, München, Verona, Padua, Rom und Neapel. Ihre Mutter und sie zogen 1876 nach Warschau, wo sie Stanisław Jan Czarnowski, den Herausgeber ihrer Gedichte, heiratete. Sie trennten sich einige Wochen später und ließen sich scheiden. Sie lebte bis 1880 in Warschau.

### Frankreich
1880 ging sie ins Exil nach Frankreich, wo sie von den russischen Behörden wegen ihrer illegalen Aktivitäten an der Seite der polnischen Sozialisten bedroht wurde. Sie unterrichtete unter anderem polnische Geschichte, was damals verboten war, und nahm an Arbeiterversammlungen teil. In Frankreich heiratete Maria Szeliga Edward Loevy, einen polnischen Maler und Illustrator jüdischer Abstammung, der aus Warschau stammte und sich in Paris niedergelassen hatte. Er schuf zahlreiche Zeichnungen für das Grand Dictionnaire universel du XIXe siècle (genannt Larousse).
Maria Chéliga-Loevy, unter welchem Namen sie in Frankreich bekannt wurde, begann eine Karriere als Journalistin in Paris und engagierte sich in mehreren Aktivistengruppen. Sie sprach auf dem von Maria Deraismes und Léon Richer organisierten französischen und internationalen Kongress für Frauenrechte. 1890 gründete sie die Union universelle des femmes, die erste internationale feministische Vereinigung in Frankreich. Bis 1893 verfasste sie das Bulletin, das monatlich veröffentlicht wurde. Im Januar 1892 vereinigte Eugénie Potonié-Pierre acht feministische Gruppen in Paris zur Fédération française des sociétés féministes, und Maria Chéliga-Loevy nahm an dieser Gründung teil, wobei die Union universelle des femmes (auch aufgrund einer schlechten Mitgliederentwicklung) der Föderation beitrat.
Die Sekretärin der Föderation, Aline Valette, gründete die Wochenzeitung L’Harmonie sociale, die am 15. Oktober 1892 erschien. Der Titel der Zeitschrift enthielt die sozialistische Botschaft: „Die Emanzipation der Frau liegt in der emanzipierten Arbeit.“ Ziel dieser sozialistischen Zeitung war es, Kontakt zu Arbeiterinnen herzustellen und ihre Beschwerden aufzunehmen. Zu den Beiträgerinnen der Zeitung zählten Eliska Vincent, Marie Bonnevial und Maria Chéliga-Loevy. Diese legten aber mehr Wert auf den Feminismus als auf den Sozialismus. Einer der sentimentalen Romane Chéliga-Loevys wurde als Fortsetzungsroman in der Zeitung veröffentlicht. Er erzählt die Geschichte eines jungen Mädchens, das Opfer verschiedener Unglücksfälle wird und sich am Ende die sozialistische Ideologie zuwendet.
1896 wurde ihr Theaterstück L’Ornière im L'Odéon aufgeführt. Von den Kritikern gut aufgenommen, stellte sie das Strafgesetzbuch in Frage, das es dem Ehemann in Frankreich erlaubt, seine Frau zu töten, wenn er sie beim Ehebruch erwischt. Auf dem Universalkongress der Freidenker im September 1889 sprach sie über die Situation in Polen.
1897 gründete sie das Internationale Feministische Theater, ein Projekt, das darauf abzielte, weibliche Dramatikerinnen durch die Aufführung ihrer Stücke zu ermutigen und zu fördern und auf diese Weise die öffentliche Meinung zu beeinflussen. Das erste Stück, das dort aufgeführt wurde, war das erfolgreiche Stück Hors du Mariage von Jeanne Lapauze (genannt Daniel-Lesueur), das am 26. Juni 1897 uraufgeführt wurde; es folgten noch mehrere weitere Aufführungen. Das Theater, das sich in der Rue Blanche befand, schloss 1899 seine Türen.
Maria Chéliga-Loevy gab zwischen 1899 und 1900 den Feministischen Almanach heraus. Gemeinsam mit der Anwältin Jeanne Chauvin setzt sie sich dafür ein, dass alleinstehende Mütter den Vater ihres Kindes suchen können.
1896 gründete Maria Chéliga-Loevy zusammen mit Gabrielle Wisniewska die Ligue des femmes pour le désarmement international (Frauenliga für internationale Abrüstung), deren Vizepräsidentin sie 1898 und 1904 war. Nachdem die Liga in Alliance universelle des femmes pour la paix par l’éducation (Universelle Frauenallianz für Frieden durch Erziehung) umbenannt worden war, übernahm sie auch die Präsidentschaft. 1909 beteiligte sie sich an der Gründung der Union française pour le suffrage des femmes. Sie gehörte dem Verband bis 1922 an. Von 1909 bis 1915 leitete sie den Congrès permanent du féminisme international (Ständiger Kongress des internationalen Feminismus), den sie 1908 zusammen mit Melania Rajchman, einer Figur der intellektuellen Welt in der polnischen Hauptstadt, ins Leben gerufen hatte und dessen Ziel es war, ausländische Feministinnen nach Frankreich zu holen, um über die Situation der Frauenrechte und des Feminismus in ihren jeweiligen Ländern zu berichten.
Während des Ersten Weltkriegs prangerte sie die von der deutschen Armee in Polen begangenen Verbrechen an und setzte sich für die Unterstützung polnischer Flüchtlinge ein, die in Frankreich ankamen. Sie gründete die Union des Polonaises de Paris, um sich für die Interessen von Frauen und Kindern in Kriegszeiten einzusetzen. Sie gründete das Werk des Violetten Kreuzes, das Behinderten und älteren Menschen half.
Polen erlangt nach dem Krieg seine Unabhängigkeit, was Chéliga-Loevy sehr befriedigte. Sie trat 1922 aus der Französischen Union für das Frauenstimmrecht aus und gründete eine neue Zeitung, Ognisko, die sich an nach Frankreich eingewanderte Polen richtete.
Maria Chéliga-Loevy starb am 2. Januar 1927 in Chaville in der Nähe von Paris. Sie wurde auf dem Friedhof Champeaux de Montmorency in einem Bereich beigesetzt, der den Mitgliedern der Société historique et littéraire polonaise (Polnische historische und literarische Gesellschaft) in Paris vorbehalten war.

## Werke
Die folgende Liste ist weitgehend der polnischen Sprachversion entnommen; die deutschen Bezeichnungen sind reine Übersetzungen, keine deutschen Werkstitel.
- Pieśni i piosenki (Gedichtsammlung, Lieder und Lieder 1873)
- Hrabina Elodia (Roman, Die Gräfin Elodia, 1873)
- Nic nowego pod słońcem (Roman, Nichts Neues unter der Sonne, 1876)
- Córka elegantki (Komödie, Die Tochter eines eleganten Mädchens, 1877)
- Szczeście Walusia (Komödie, Die Ehre des Walus, 1878)
- Nataniela (Roman, Nataniel, 1878)
- Na przebój (Roman, Für einen Treffer, 1889)
- L'Ornière (Theaterstück, Die Routine, 1896)
- Les Déblayeurs (Theaterstück, Die Entwöhner, 1905)
- Vive la paix ! (Theaterstück, Es lebe der Friede, 1909)